# Antoni Witkowiak
Antoni Witkowiak (ur. 13 kwietnia 1913, zm. 13 stycznia 1976 w Poznaniu) – polski kapłan katolicki, teolog, filozof, sędzia, profesor Arcybiskupiego Seminarium Duchownego w Poznaniu.

## Życiorys
Święcenia kapłańskie otrzymał 22 lipca 1937. Podczas okupacji niemieckiej był od 1941 więziony w Forcie VII w Poznaniu. Następnie przewieziono go do niemieckiego obozu koncentracyjnego w Dachau, który przeżył i wrócił do Polski. W 1949 uzyskał tytuł magistra teologii na Uniwersytecie Jagiellońskim, a w 1952 doktoryzował się. W 1950 uzyskał magisterium z filozofii na Uniwersytecie Poznańskim. Od 1954 był lektorem języka łacińskiego na Arcybiskupim Seminarium Duchownym w Poznaniu, a od 1959 był na tej uczelni profesorem teologii moralnej. Od 5 listopada 1953 był sędzią w Metropolitalnym Sądzie Duchownym w Poznaniu. 1 maja 1957 mianowano go wiceoficjałem. W 1975 habilitował się na Wydziale Teologicznym Uniwersytetu Papieskiego Jana Pawła II w Krakowie. 
Był autorem Propedeutyki teologii katolickiej, a także artykułów z zakresu teologii moralnej i pedagogiki.